# Аревил ле Шантер
Аревил ле Шантер (фр. Harréville-les-Chanteurs) насеље је и општина у североисточној Француској у региону Шампања-Ардени, у департману Горња Марна која припада префектури Шомон.
По подацима из 2011. године у општини је живело 280 становника, а густина насељености је износила 17,77 становника/km². Општина се простире на површини од 15,76 km². Налази се на средњој надморској висини од 310 метара.

## Демографија
| 1962. | 1968. | 1975. | 1982. | 1990. | 1999. | 2011. |
| ----- | ----- | ----- | ----- | ----- | ----- | ----- |
| 345   | 339   | 289   | 333   | 286   | 303   | 280   |

График промене броја становника у току последњих година